# ساراتوفکا، ارمنستان
ساراتوفکا (به ارمنی: Սարատովկա) یک شهر در ارمنستان است که در استان لوری واقع شده‌است.  در  کیلومتری شمال وانادزور، مرکز استان لوری واقع شده است.

## خصوصیات
ساراتوفکا ۴۲۸ نفر 
جمعیت دارد و در ارتفاع  متر بالاتر از سطح دریا قرار گرفته است.